# Oberkatz
Oberkatz település Németországban, azon belül Türingiában. Lakosainak száma 239 fő (2017. december 31.). Oberkatz Oepfershausen és Aschenhausen községekkel határos.

## Népesség
A település népességének változása:

| 2017 | 239 |